# Католицький університет Кореї
Католицький університет Кореї — приватна установа вищої освіти Південної Кореї Римсько-католицької церкви. Медична школа університету вважається однією з найпрестижніших у Південній Кореї та має вісім лікарень у великих містах країни. Цей заклад вищої освіти — один із провідних університетів Південної Кореї.

## Академіки
Усі студенти живуть у гуртожитку. Студенти мають розмовляти лише англійською мовою. В університеті викладають академіки із США, Великобританії, Японії та інших країн.

## Історія
Університет заснований у 1885, перш ніж узаконено християнство. Після легалізації християнства університет перенесений в Енсан Гу, Сеул, в 1887, і перейменований на семінарій Святого Серця Ісуса.
У 1936 відкрито лікарню. Згодом назву змінили на католицький коледж. Жіночий коледж засновано в 1964; у 1995 об'єднано два коледжі.

## Лікарня Святої Марії
Лікарня є однією із дочірніх лікарень Католицького університету Кореї. Є частиною мережі КМЦ (Католицький медичний центр). Нову лікарню відкрито 30 квітня 2009.
У 2012 Мун Сон Мьон прийнятий лікарнею, де він і помер.

## Кампус і будівлі

### Католицький університет Святого Духа
- Стара фортеця Сеула.
- Бібліотека.
- Церква.
- Теологічна семінарія.

### Католицький університет Святого Серця
- Меморіал 150-річчя Міжнародного науково-дослідного та навчального інституту Святого Серця.
- Стоматологія.
- Каплиця Святого Серця Ісуса.

### Католицьке університетське містечко щирості
- Медичний кампус.